# Электрозаводская (станция метро, Арбатско-Покровская линия)
«Электрозаво́дская» — станция Московского метрополитена на Арбатско-Покровской линии. Связана пересадкой с одноимённой станцией на Большой кольцевой линии; подземный переход между станциями открылся 30 декабря 2024 года. Расположена в районе Соколиная Гора (ВАО) рядом с Большой Семёновской улицей. Названа по Московскому электрозаводу имени Куйбышева, в настоящее время представляющему собой комплекс трёх заводов (собственно Электрозавод, МЭЛЗ и АТЭ-1). Открыта 15 мая 1944 года на действующем с 18 января 1944 года перегоне «Курская» — «Измайловская». Пилонная трёхсводчатая станция глубокого заложения с одной островной платформой. Является памятником культурного наследия России.

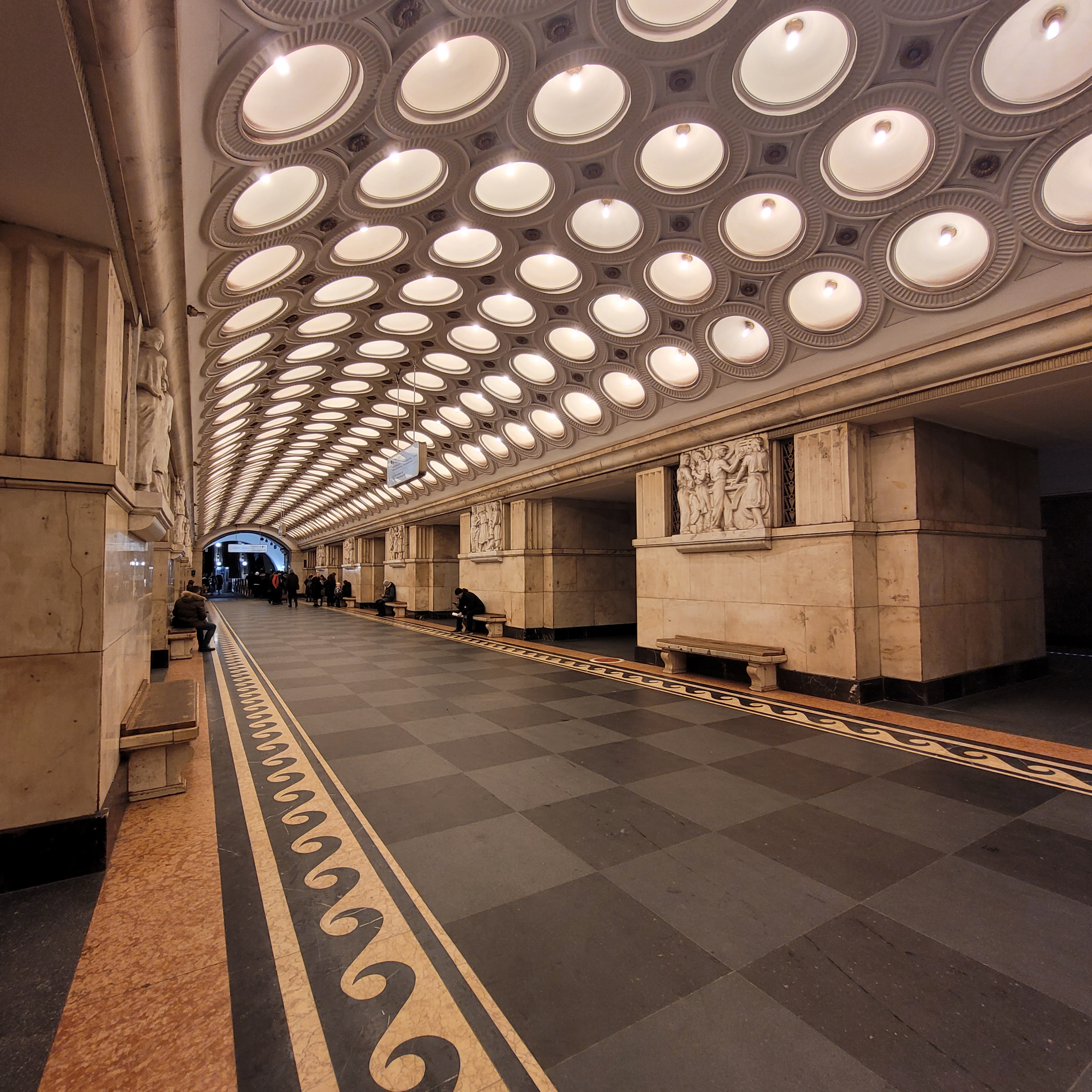
Общий вид зала станции Электрозаводская

## История
История проектирования станции «Электрозаводская» связана с историей проектирования Покровского радиуса Московского метрополитена, который должен был начинаться возле библиотеки имени Ленина и заканчиваться в Измайлове. Первый проект Покровского радиуса появился в 1932 году. После станции «Курский вокзал» планировалось построить станции «Гороховская улица», «Бауманская площадь», «Спартаковская площадь», «Переведеновский переулок», «Электрозаводская», «Семёновская площадь», «Мироновская улица» и «Стадион». В декабре 1934 года была отменена станция «Гороховская улица», а в марте — апреле 1935 года «Переведеновский переулок» переименовали в «Бакунинскую улицу». В генеральном плане реконструкции Москвы 1935 года были исключены станции «Спартаковская площадь» и «Мироновская улица». Наконец, в июле 1937 года на участке «Курский вокзал» — «Электрозавод» трасса была спрямлена, и вместо четырёх станций осталась всего одна станция «Спартаковская», которая располагалась примерно в том же месте, где она и проектировалась в 1935 году.
Строительство линий третьей очереди началось в 1938 году. Проектирование «Электрозаводской» в 1939 году было заказано архитекторам В. А. Щуко и В. Г. Гельфрейху, которые привлекли к работе своего ученика И. В. Рожина. Участие В. А. Щуко в проекте прервалось в том же году в связи с его смертью. На Измайловском радиусе в начале 1941 года тоннель был готов на 70 %. После начала Великой Отечественной войны строительство было заморожено, а сооружения использовались под убежища. 18 января 1944 года был открыт участок «Курская» — «Измайловская» без станции «Электрозаводская». Она была открыта 15 мая того же года, став 29-й станцией Московского метрополитена.

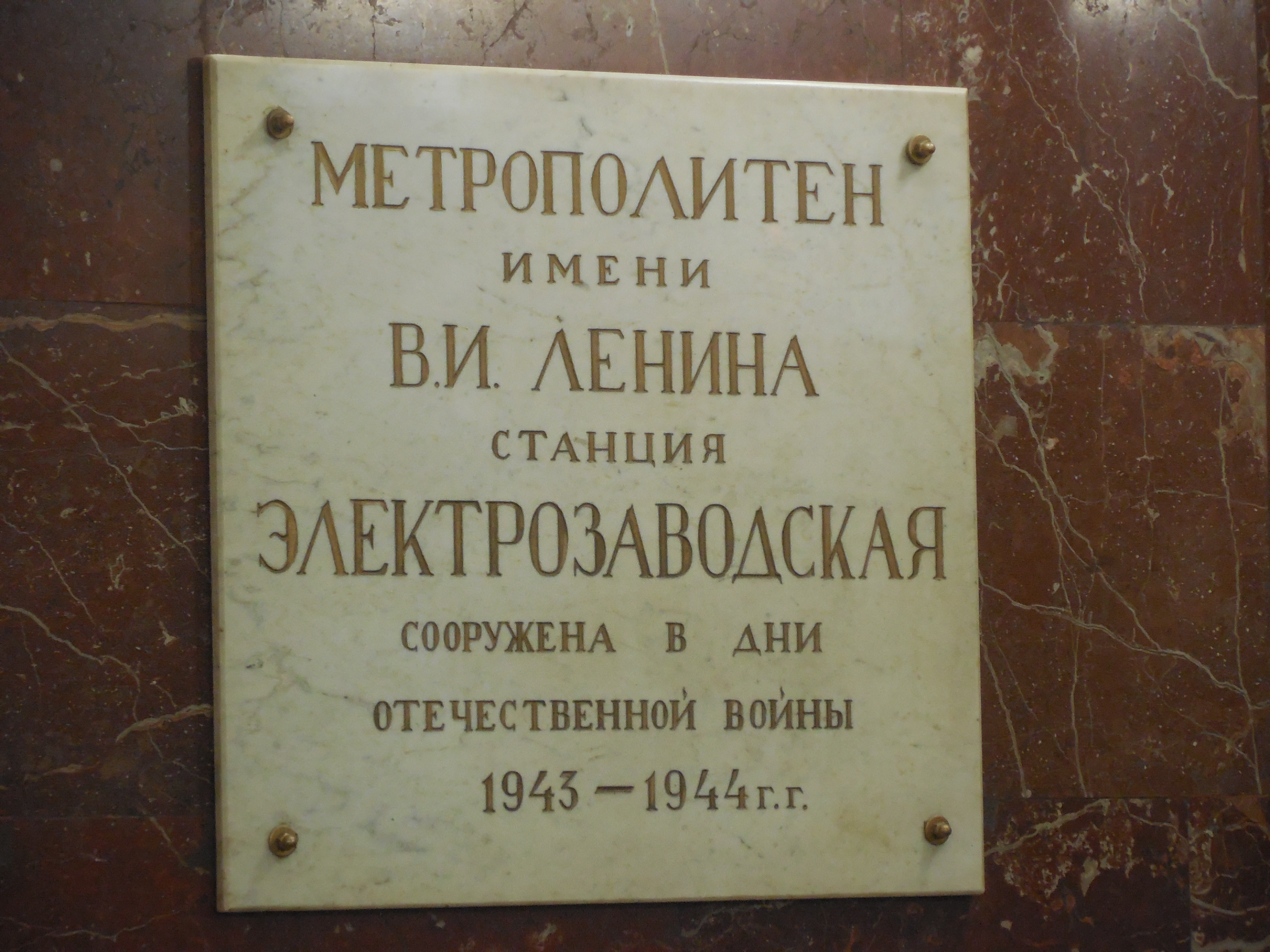
Памятная табличка на станции Электрозаводская о дате открытия

В 1989 году планировалось построить второй выход станции и открыть его в следующем, 1990 году. Главной целью этого плана был ремонт эскалаторов без закрытия станции. Однако от строительства пришлось отказаться из-за начавшихся в стране экономических трудностей.
С 19 мая 2007 года до 28 ноября 2008 года станция была закрыта на годичную реконструкцию в связи с необходимостью замены эскалаторов, выработавших свой ресурс. Окончание реконструкции изначально планировалось на 30 апреля 2008 года, но было отложено до конца 2008 года в связи со срывом сроков поставки механизмов новых эскалаторов.
Во второй половине 2000-х годов появился план строительства в Москве Третьего пересадочного контура, ныне Большой кольцевой линии метро, призванный разгрузить Кольцевую линию. Новую линию планировалось вести через «Бауманскую», однако в 2012 году трассировка была изменена: пересадка с Арбатско-Покровской линии была запланирована и реализована на «Электрозаводской».

## Архитектура и оформление

### Вестибюль

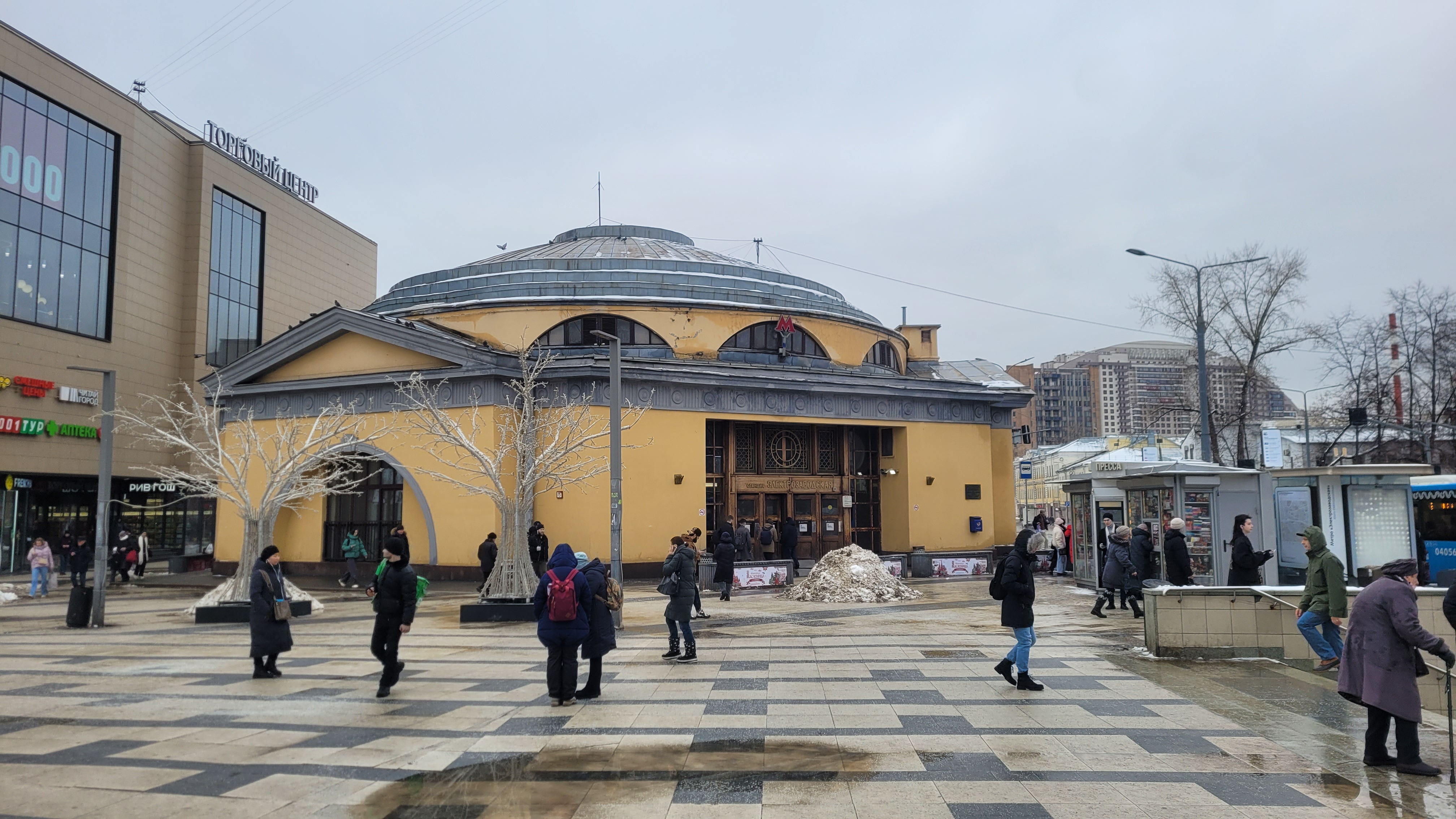
Общий вид вестибюля. Вход справа на фотографии, выход слева за углом

Наземный вестибюль выполнен в форме приземистого шестиугольного здания с массивным уплощённым куполом. В сводчатой нише вестибюля установлена скульптурная группа «Метростроевцы в забое» (скульптор Г. И. Мотовилов), изображающая трёх проходчиков с орудиями труда.

Наземный вестибюль и скульптуры метростроевцев

На стенах кассового и эскалаторного залов, облицованных красным мрамором салиети, расположены медальоны с портретами учёных-основоположников электротехники: М. В. Ломоносова, П. Н. Яблочкова, А. С. Попова, М. Фарадея, Б. Франклина, У. Джильберта.
При открытии станции под потолком вестибюля размещалась большая круглая люстра с красной звездой в центре, в которой были установлены люминесцентные лампы, изготовленные на «Электрозаводе». Позже люстра была демонтирована.
Архитекторы вестибюля — В. Г. Гельфрейх, И. Е. Рожин, А. Е. Аркин.
Станция была закрыта на реконструкцию с 19 мая 2007 года по 28 ноября 2008 года в связи с необходимостью замены эскалаторов, технический срок эксплуатации которых подошёл к концу. В 2007—2008 годах был полностью реконструирован эскалаторный наклон, установлены новые эскалаторы Е55Т. Также был обновлён фасад вестибюля, установлены новые двери, восстановлены бронзовые ажурные решётки, произведена замена гранитного покрытия пола на мраморное.

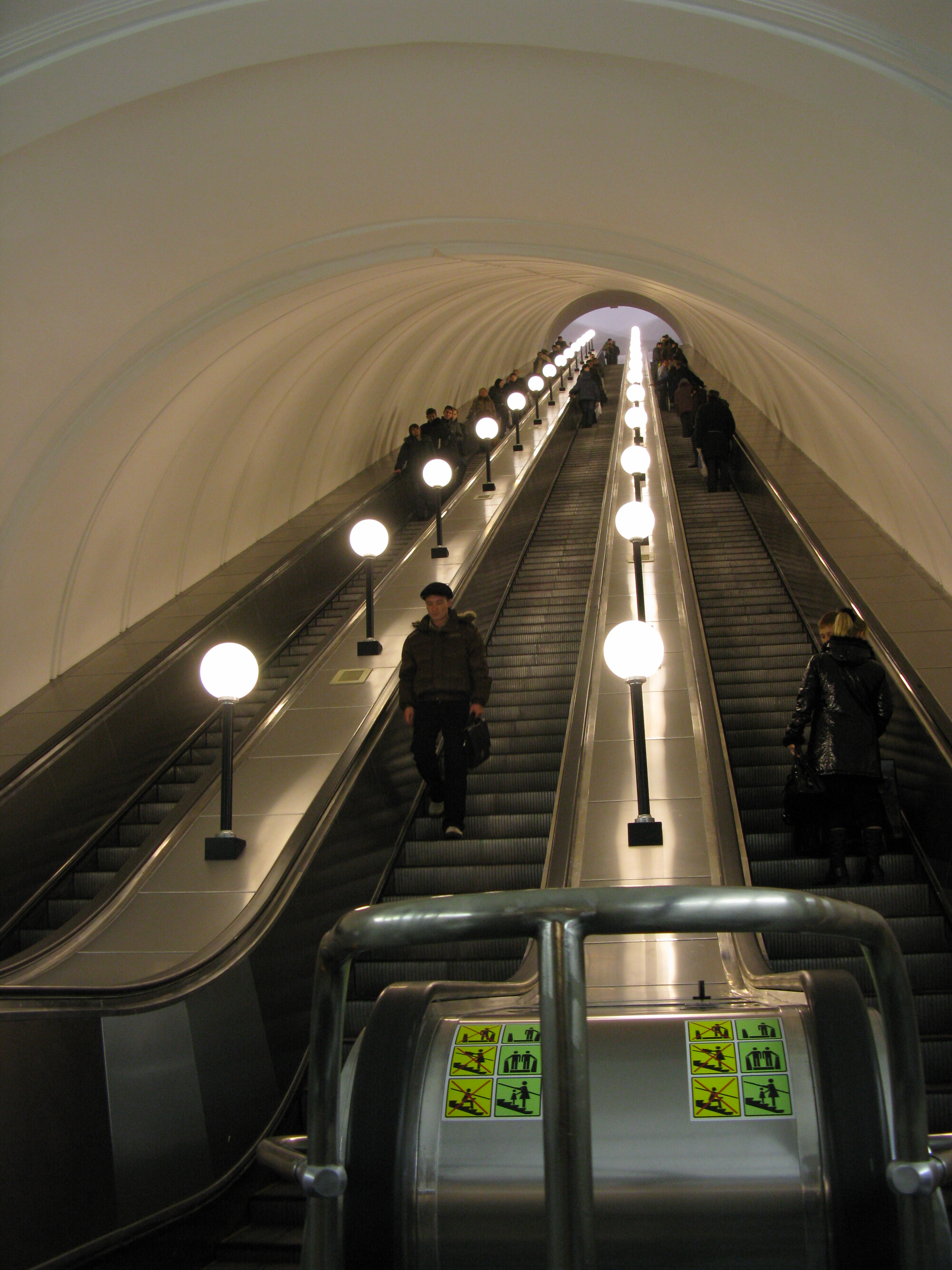
Эскалаторы станции, установленные в 2007 году

### Станционные залы
Конструкция станции — пилонная трёхсводчатая глубокого заложения. Сооружена по типовому проекту. Диаметр центрального зала — 9,5 метра, диаметр боковых залов — 8,5 метра. Изначально образ станции связывался с расположенным поблизости Электрозаводом. В 1943 году, после возобновления работ над станцией, актуальной стала тема героического труда народа в борьбе с немецко-фашистскими силами.

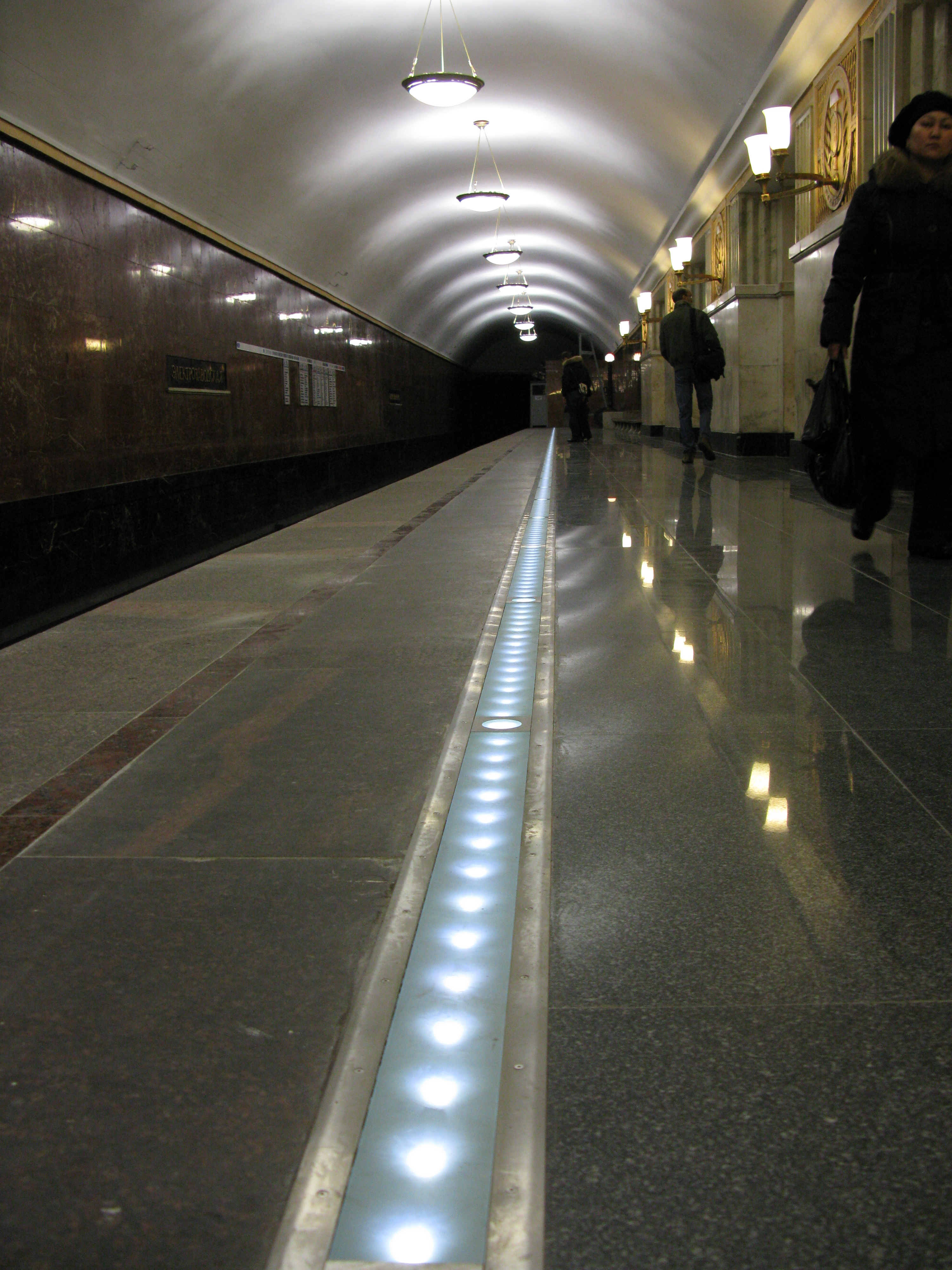
Боковой зал. Посадочные платформы оборудованы световыми полосами

Пилоны облицованы светлым прохоро-баландинским мрамором и декорированы архитектурными деталями (резные триглифы с треугольными желобками, ниши решёток, мраморный карниз и барельефы). У каждого пилона со стороны центрального зала установлены скамейки. Пол первоначально выложен чёрными и серыми плитами, по краям отделан орнаментом из розово-жёлтого крымского мрамора биюк-янкой. При реконструкции покрытие пола было заменено на светло-серый янцевский гранит и лабрадорит. Путевые стены облицованы красным грузинским мрамором салиети. В нём встречается довольно много раковин головоногих моллюсков — наутилусов и аммонитов, изредка попадаются ростры белемнитов.
Барельефы из прохоро-баландинского мрамора на пилонах центрального зала посвящены теме труда (скульптор Г. И. Мотовилов). Здесь изображены работники Электрозавода, строители, кузнецы, представители сельского хозяйства и т. д. Сейчас на станции 12 барельефов; два были демонтированы во время переустройства центрального зала. В проекте станции конца 1930-х годов в пилонах планировалось сделать углубления, в которые собирались поместить бюсты героев-стахановцев, но при составлении списка рабочих для изображения приходилось постоянно менять фамилии, поскольку каждый завод хотел увековечить своего работника. В результате от этой идеи отказались.
На своде центрального зала в круглых углублениях в 6 рядов расположены 318 оригинальных светильников. Акцент на освещение сделан в связи с расположением вблизи Электрозавода и названием станции. Изначально планировалось сделать свод орнаментным, как на «Новокузнецкой», но затем по предложению В. А. Щуко было решено сделать сферические кессоны с лампой в каждом из них.
Торец станции был украшен барельефом с изображением знамён, в центре которого находился медальон с профилем Сталина. Профиль Сталина был убран после развенчания культа личности.
В ноябре 2023 года торцевая стена станции была разобрана в связи со строительством перехода на одноимённую станцию БКЛ.
По окончании капитального ремонта 2007—2008 годов оформление станции претерпело некоторые изменения. В частности, по краям платформы в полу появились световые полосы — такие же, как на станциях «Трубная», «Сретенский бульвар», «Строгино», «Кунцевская» и «Славянский бульвар». Кроме того, сами полы были облицованы гранитом вместо мрамора с сохранением оригинальной расцветки и рисунка. Лампы накаливания были заменены компактными люминесцентными (энергосберегающими) лампами.

### Переход на Большую кольцевую линию

Подготовка к разборке торцевой стены для строительства перехода на БКЛ, май 2023

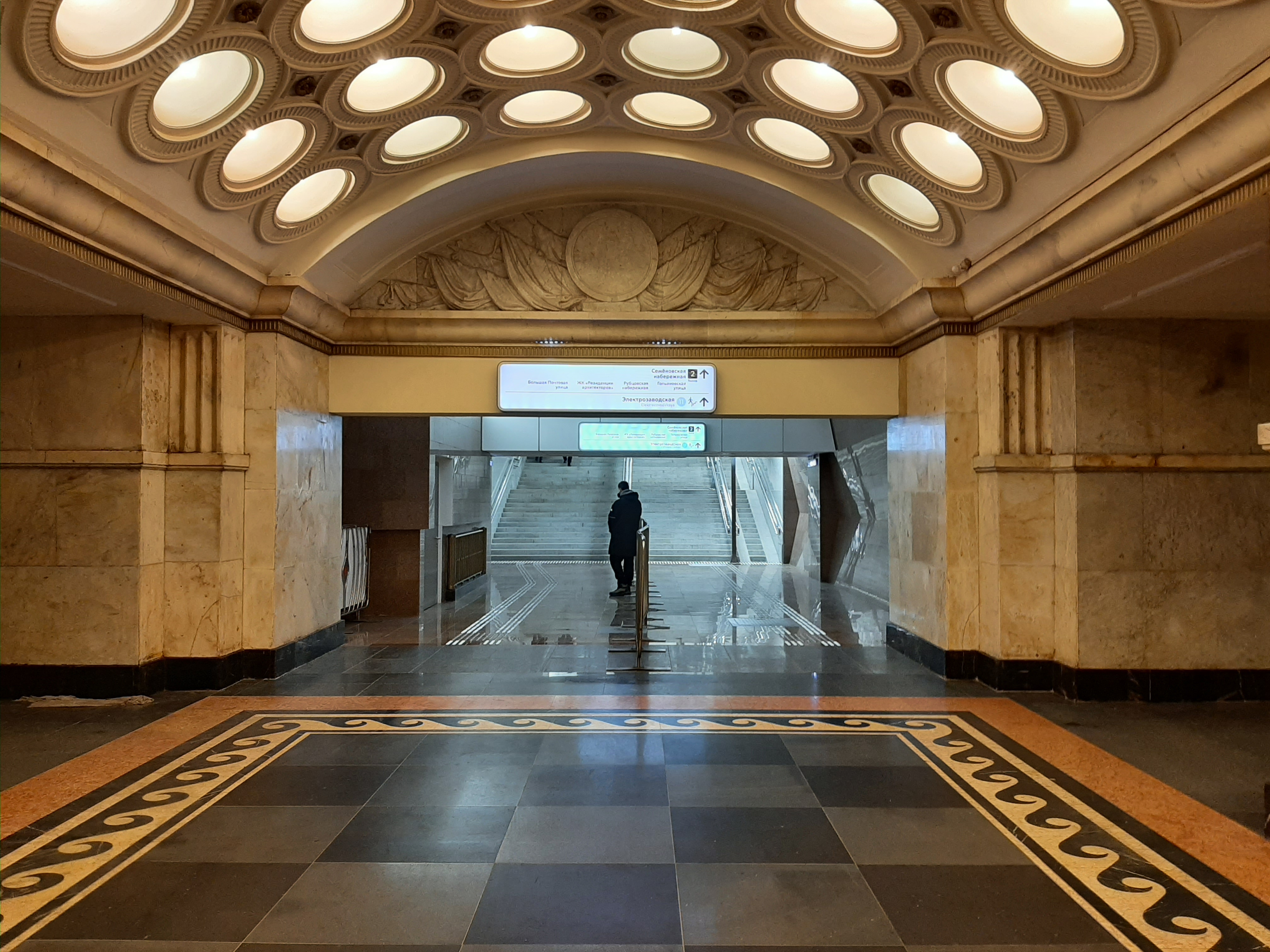
Переход на БКЛ, январь 2025

В связи с изменением трассировки Третьего пересадочного контура (Большой кольцевой линии), произошедшего весной 2012 года, на «Электрозаводской» организована пересадка на одноимённую станцию, расположенную вдоль Семёновской набережной и открытую 31 декабря 2020 года. Наземная пересадка одновременно служит переходом к пригородным электропоездам Казанского и Рязанского направлений, так как трассируется через пешеходный тоннель под платформой «Электрозаводская».
- 31 мая 2023 года завершена проходка тоннеля подземной пересадки[17].
- 24 ноября 2023 года: завершена гидроизоляция чугунной обделки, приступили к монолитным работам. Ведётся обратная засыпка рудного двора. Демонтирована кирпичная стена в торце станции[18][19].
- 7 марта 2024 года: полностью завершено устройство монолитных конструкций; параллельно продолжается архитектурная отделка как пассажирской зоны, так и служебных помещений: полы и стены облицовывают гранитом[20][21].
- 11 июля 2024 года: объявлено об открытии, готовящемся в четвёртом квартале 2024 года[22].
- 30 декабря 2024 года: подземная пересадка на Большую кольцевую линию открылась[2].

## Станция в цифрах
- Код станции — 048[1].
- Глубина залегания станции — 31,5 метра.
- Высота над уровнем моря — 96 метров.
- Пикет ПК071+24,2[23].
- По данным 1999 года, ежедневный пассажиропоток составлял 43 590 человек[24]. Согласно статистическому исследованию 2002 года, ежедневный пассажиропоток составлял: по входу — 45 700 человек, по выходу — 44 800 человек[25].
- Время открытия станции для входа пассажиров — 5 часов 30 минут, время закрытия — 1 час ночи[26].
- Таблица времени прохождения первого поезда через станцию[27]:

| По чётным числам                | Будние дни | Выходные дни |
| По нечётным числам              | Будние дни | Выходные дни |
| В сторону станции «Семёновская» | 05:56:00   | 05:56:00     |
| В сторону станции «Семёновская» | 05:56:00   | 05:56:00     |
| В сторону станции «Бауманская»  | 05:35:00   | 05:35:00     |
| В сторону станции «Бауманская»  | 05:35:00   | 05:35:00     |

## Расположение и транспорт
Станция метро «Электрозаводская» Арбатско-Покровской линии расположена между станциями «Семёновская» и «Бауманская». Выход в город на Большую Семёновскую улицу.

### Железнодорожный транспорт
Со станции возможен наземный переход на платформу Электрозаводская Казанского и Рязанского направлений Московской железной дороги. Через неё проходят поезда, следующие от/до Казанского вокзала, а также — по линии МЦД-3.

### Наземный общественный транспорт
На этой станции можно пересесть на следующие маршруты городского пассажирского транспорта:
- Автобусы: м3, м3к, 552, 604, 680, 695, т22, т32, т88, н3

## Станция в искусстве

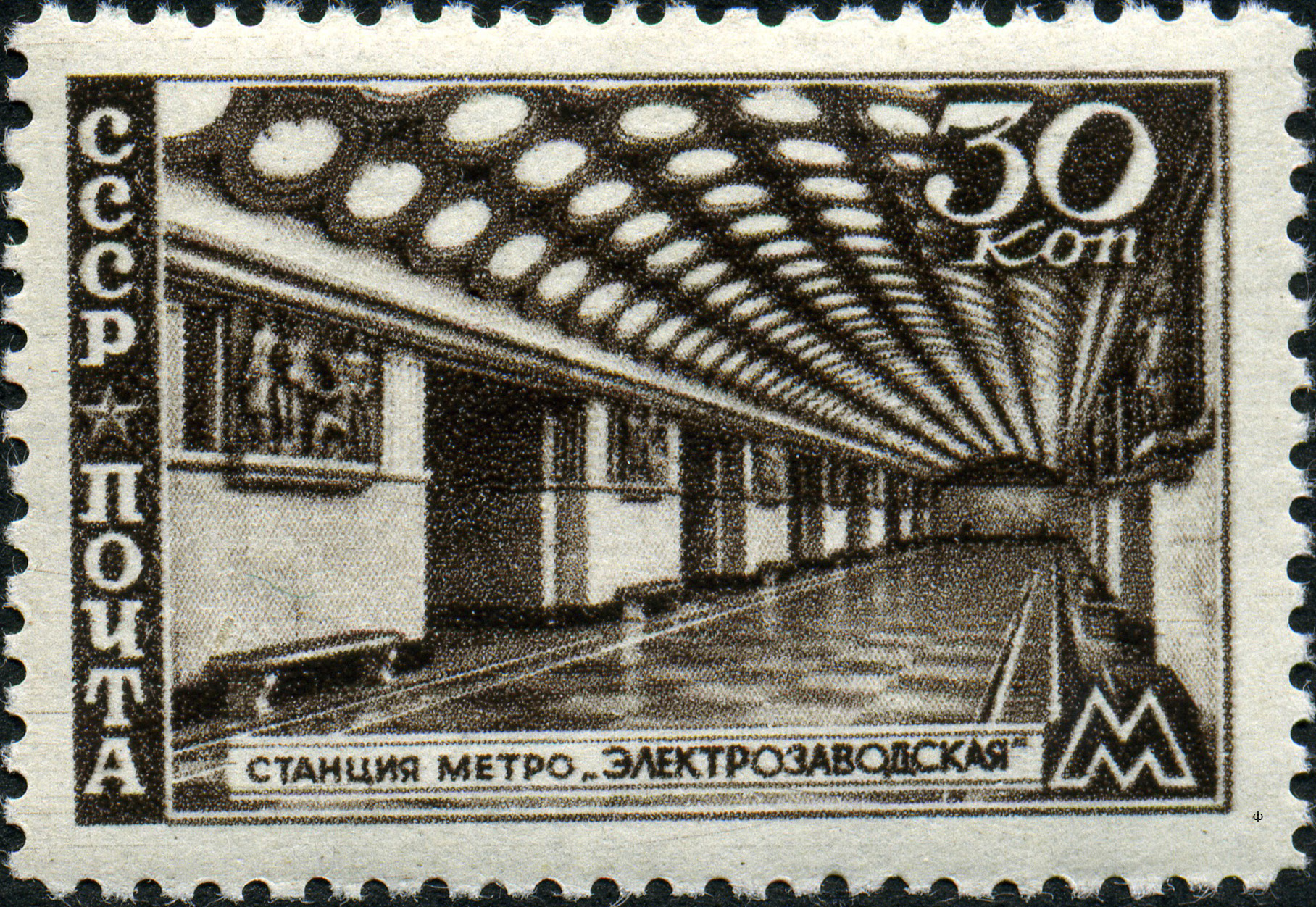
Почтовая марка СССР «Станция „Электрозаводская“» (1947)

«Электрозаводская» появляется в кадре в российских кинокомедиях «Мечты идиота» (1993) и «Займёмся любовью» (2002). В постапокалиптическом романе Дмитрия Глуховского «Метро 2033» станция входит в состав Бауманского альянса вместе с «Бауманской» и «Семёновской». Станция появляется в конце фильма Ренаты Литвиновой «Северный ветер» (2021) под названием «Тринадцатая».